# Siuksum
Siuksum of Siuxum is een grote, maar vrijwel volledig afgegraven dorpswierde in de gemeente Eemsdelta, ten westen van het dorp Loppersum. De wierde, die 3,2 meter hoog was, is vooral bekend vanwege de archeologische vondsten, met name uit de Vikingtijd. In 1884 werd een muntschat uit deze tijd gevonden, die uit 243 zilveren munten bestond.
De plek wordt omstreeks het jaar 1000 genoemd als Siuokanashem, verwijzend naar de persoonsnaam Sivuk met de uitgang -hem ('woonplaats'). Op Siuksum lagen de boerderijen Osseweide en Jammers brinck. In 1717 werd de wierde vermoedelijk aangeduid als  de Bult.
In 1764 werd boerderij Hijbelsmaheerd (later ook wel De Wier(de) genoemd) gebouwd op de wierde. Vanwege aardbevingsschade als gevolg van gaswinning werd in 2016 het voorhuis van deze boerderij (Sjuxumerweg 54) afgebroken en in 2017 vervangen door een nieuw woonhuis in de stijl van het oude Hijbelsmaheerd.
Groningen: Steden en dorpen      Nederland: Provincies · Gemeenten